# Хаммурапи
Хаммура́пи — царь Вавилона, правил приблизительно в 1793—1750 годах до н. э., из I Вавилонской (аморейской) династии. Наиболее известен написанием в годы его правления свода законов, которые известны в историографии как законы Хаммурапи.
Сын Син-мубаллита. Хаммурапи был искусным политиком и полководцем, с его именем связано возвышение Вавилона.
Хаммурапи — первый правитель Вавилонской династии, от которого сохранились царские надписи. Принимая во внимание продолжительность его правления, их нельзя считать ни многочисленными (около 20), ни слишком информативными. Они посвящены возведению (реконструкции) храмов, крепостей или городских стен или же строительству (восстановлению) каналов, за исключением трёх, в которых говорится о военно-политических событиях.

## Начало правления

### Этимология имени
Дата рождения Хаммурапи неизвестна. Поскольку правление Хаммурапи длилось 43 года, можно предположить, что на момент своего прихода к власти он был ещё очень молод. Этимология имени «Хаммурапи» до сих пор является предметом дискуссии: некоторые учёные предпочитают чтение «Хамму-раби» и переводят «Предок велик», другие читают «Хамму-рапи» со значением «Предок — целитель». До начала XVIII века до н. э. это имя не засвидетельствовано, однако затем внезапно приобретает популярность: не менее трёх царей, современников Хаммурапи, были его тёзками. Более того, это имя носили не только правители, но и частные лица.

### Международная обстановка
В момент воцарения Хаммурапи Вавилония — в политическом смысле — была скромным царством, которое существовало менее века. Кроме столицы, оно включало в себя следующие города: Сиппар, Киш, Кута, Борсиппа, Дильбат и Марад. Таким образом, власть вавилонского царя распространялась на территории, отстоящие от столицы не более, чем на 80 км. Небольшое царство Вавилония было окружено тремя грозными соседями: царствами Ларсы, Эшнунны и царством Шамши-Адада I в Верхней Месопотамии.
Кроме того, важная роль в истории царствования Хаммурапи была уготована нескольким более удалённым державам. В Западной Сирии за гегемонию боролись царства Ямхад и Катны. На крайнем востоке ближневосточного региона, на территории современного Ирана, располагалось Эламское царство, которое в этот период представляло значительную силу. Эламиты активно участвовали в месопотамской политике того времени, и все месопотамские цари признавали суккальмаха верховным арбитром.

### Проба сил
Хаммурапи, как и многие цари Двуречья до него, начал своё царствование с традиционного мероприятия — установления «справедливости», то есть с отмены долгов и прощения недоимок, который был увековечен в датировочной формуле его второго года. Имеющиеся в нашем распоряжении сведения о политической истории Вавилонского царства в течение первых 15 лет правления Хаммурапи довольно ограничены. Бо́льшая часть названий лет этого периода посвящена строительным работам или приношениям богам. Только названия 7-го, 8-го, 10-го и 11-го годов имеют военно-политическое содержание. Из них нетрудно заключить, что Хаммурапи был озабочен расширением своей территории не только по оси, образуемой течением Евфрата (Исин и Урук на юге, Рапикум на севере), но также и на востоке, в направлении Тигра (Малгиум).
В датировочной формуле своего седьмого года (около 1787/1786 год до н. э.) Хаммурапи упоминает о завоевании Урука и Исина: к тому моменту эти города уже давно (в течение 15 и 6 лет соответственно) находились под контролем царя Ларсы Рим-Сина. Вавилонское войско стояло в одном переходе от столицы Рим-Сина. Известно также, что часть населения Исина была уведена в плен войсками Хаммурапи: некоторые жители Исина прожили несколько лет в Мараде, на вавилонской территории, и лишь затем смогли вернуться домой. Может показаться удивительным, что Рим-Син так быстро уступил эти два важных города своему северному соседу, но, возможно, за спиной Хаммурапи стоял могущественный верхнемесапотамский царь Шамши-Адад I, оказавший вавилонянам военную помощь.
Однако торжество молодого царя было преждевременным. На следующий год война с Ларсой продолжилась (так надо понимать указание на страну ямутбалы в датировочной формуле 8-го года Хаммурапи (около 1786/1785 год до н. э.). Враги династии Кудурмабуга обычно называли царство Ларсы страной племени ямутбалы), но военные действия шли уже гораздо ближе к Вавилону, чем к Ларсе, на берегах «Свекольного канала» (И[д]-шумундар), прокопанного ещё по приказу Апиль-Сина, деда Хаммураппи, и, значит, не на территории царства Ларса. Обнаруженные археологами частные архивы показывают, Урук и Исин очень скоро снова оказались под властью царя Ларсы. С этих пор между Хаммурапи и Рим-Сином надолго устанавливается мир. Наступательные действия Хаммурапи ведёт теперь в других направлениях.

## Расширение границ

### Война с Малгиумом
В датировочной формуле десятого года (ок. 1784/1783 год до н. э.) впервые упоминается название города Малгиум. Местонахождение этого древнего поселения до сих пор не известно, однако мы знаем, что оно располагалось на Тигре выше Машкан-шапира, в том месте, где дорога из Вавилона на Дер пересекала реку. Расположение этого города позволяет понять интерес, который представляло для Хаммурапи завоевание Малгиума. Течение Евфрата он уже контролировал и мог угрожать царству Ларсы, расположенному ниже по реке, перебоями с водой.
Однако Тигр обеспечивал основную массу воды для нужд Ларсы, и возможность закрепиться в Малгиуме давала Хаммурапи важное преимущество в противостоянии Вавилона и Ларсы. В датировочной формуле своего десятого года Хаммурапи сообщает, что разрушил Малгиум и его окрестности. Реальный ущерб трудно оценить, но в любом случае речь не идёт о полноценном завоевании: впоследствии Малгиум вновь появляется в наших источниках как независимое царство.

### Союз с Шамши-Ададом I
Известно, что Хаммурапи отверг предложение союза со стороны Эшнунны и вскоре лично встретился и заключил союз с её заклятым врагом Шамши-Ададом I, тогда бесспорно самым могущественным из месопотамских царей. О союзе, объединявшем в то время царей Вавилона и Верхней Месопотамии, нам известно, в частности, из текста о судебном процессе, который имел место в Вавилоне в конце десятого года Хаммурапи; в этом документе приносится клятва именами царей Хаммурапи и Шамши-Адада. Предположительно, что договор этот ставил Хаммурапи в несколько зависимое положение, но зато дал, видимо, возможность собраться с силами.
За то, что он с Шамши-Ададом Хаммурапи выговорил себе у того города Ит (Нижний Туттуль; современный Хит) и Рапикум на Среднем Евфрате. Прежде, чем Рапикум перешёл к Шамши-Ададу, он был самостоятельным городом-государством и союзником Эшнунны. В 11-м году своего правления (около 1783—1782 года до н. э.), как это следует из его датировочной формулы, Хаммурапи присоединил Рапикум к своему царству.
Смерть царя Эшнунны Дадуши в 1779 году до н. э. положила начало трениям между Хаммурапи и Шамши-Ададом. Конфликт (который часть клинописных документов прямо называет «войной») в доступных нам источниках описан недостаточно подробно, однако имеются сведения о том, что речное сообщение по Евфрату было парализовано из-за военных действий. Впрочем, это столкновение не было длительным: несколько лет спустя его участники делали вид, что оно полностью забыто. Ишме-Даган напоминал своему брату, что две династии были дружны испокон веку, поэтому добрые отношения нужно обязательно поддерживать и в будущем.
Шамши-Адад и Хаммурапи заключили союз с новым царём Эшнунны, Ибаль-пи-Элем II, после чего три правителя осуществили совместную операцию против общего соседа, царя Малгиума (1779 год до н. э.). Группа писем, найденных в Мари, позволяет реконструировать ход военных действий. Войско царства Верхней Месопотамии спустилось по Тигру, чтобы соединиться с армией Эшнунны в Манкисуме. Коалиционные отряды вторглись в страну Малгиум, разрушив несколько городов и осадив столицу. Перед лицом превосходящих сил наступающей стороны царь Малгиума решил купить мир, отвесив колоссальный выкуп в 15 талантов (около 450 кг) серебра, который трое союзников поровну разделили между собой. Несмотря на значительность этой суммы, Хаммурапи не счёл необходимым запечатлеть память об этой победе в датировочной формуле: название 17-го года Хаммурапи (около 1777—1776 год до н. э.) повествует о посвящении статуи богине Иштар.

## От смерти Шамши-Адада до победы над Эламом
Шамши-Адад I умер в 1775 году до н. э., в четвёртый год правления Ибаль-пи-Эля II, что отмечено в датировочной формуле царя Эшнунны. К этому времени Хаммурапи уже 18 лет находился на престоле в Вавилоне, а Рим-Син 48 лет правил в Ларсе. Все царства, некогда захваченные верхнемесопотамским царём, увидели подходящий момент для того, чтобы вернуть независимость. Претенденты на трон, большей частью находившиеся в изгнании, стали возвращаться в свои столицы. И первым был Зимри-Лим — царь Мари. Исчезновение Шамши-Адада с политической сцены несомненно расчистило дорогу экспансионистским устремлениям Хаммурапи, однако в ближайшие после этого события годы положение Вавилонского царства радикально не изменилось. Хаммурапи ведёт длительную подготовку к дальнейшим наступательным войнам, но учитывая силу соперников, строит и у себя мощные укрепления, из которых особо важной была, вероятно, «главная стена против горной страны», то есть, надо думать, обеспечивающая тыл против пастушеских племён высокой степи.
Между 1772 и 1766 годами до нашей эры ход событий в царстве Хаммурапи был обусловлен прежде всего характером его отношений с Эшнунной. Начав крупную завоевательную кампанию в западном и северо-западном направлении, Ибаль-пи-Эль II явным образом показал, что стремится к воссозданию царства Верхней Месопотамии под своей эгидой. Войска царства Мари начали терпеть поражения от солдат Эшнунны, оставляя города Среднего Евфрата и отступая на север. Именно тогда Хаммурапи принял решение, последствия которого в тот момент вряд ли выглядели однозначными: он сделал выбор в пользу царя Мари. Без сомнения, победа Эшнунны не сулила ему ничего хорошего: в случае триумфа Ибаль-пи-Эль II мог бы угрожать ему со стороны не только Тигра, но и Евфрата. В начале зимы 1772 года до нашей эры вавилонские послы приняли дипломатические дары в Мари. Переговоры закончились успешно — армия под командованием Мут-Хадкима и ещё четырёх вавилонских военачальников была послана на помощь Зимри-Лиму.
Между тем войскам Эшнунны удалось занять целый ряд городов в южных предгорьях Джебель-Синджара, а затем перейти через горы и закрепиться в Шубат-Энлиле, бывшей столицы Шамши-Адада I. После взятия Шубат-Энлиля Эшнунне покорились многие цари этого региона.
Около 1768 год до нашей эры Хаммурапи провёл важнейшую административную реформу, сводившуюся к значительному укреплению царской власти и царского хозяйства. Был ли тогда издан первый вариант его законов, неясно.
Около 1772 года до нашей эры эламский царь Шурукдух в союзе с царём Эшнунны Ибаль-пи-Элем II осадил город Рацама. Однако Хаммурапи разгромил их и вынудил снять осаду. Возможно, что Шурукдух погиб в этом сражении, так как об этом говорят таблички из Мари. Видимо, это была проба сил и Хаммурапи её выиграл.
Лишь с 30-го года правления (около 1764 до н. э.), умудрённый опытом, Хаммурапи начинает серию своих больших походов, на этот раз бесспорно победоносных. В этом году он разбил соединённую армию царей Эшнунны, Малгиума, Элама и царицы Навара, а также подкрепления, присланные горскими племенами (текст называет субареев и гутиев, но это, возможно, только традиционное обозначение горцев, которые могли принадлежать к какой угодно этнической группе, скорее всего речь идёт о хурритах). После чего Хаммурапи нанёс Эламу крупное поражение. Утверждение Хаммурапи в датировочной формуле о победе над Эламом не было простым хвастовством, так как из его переписки мы знаем, что в конце жизни он действительно осуществлял реальную власть в этой стране.

## Война с Ларсой
Победой над этими врагами, как он сам считал, Хаммурапи утвердил основание царства Шумера и Аккада, впервые объявив своё Вавилонское царство объединением всей Нижней Месопотамии. Это было равносильно признанию власти Рим-Сина незаконной. Обеспечив себе фланги со стороны Тигра и гор, Хаммурапи в союзе с царём Мари Зимри-Лимом двинулся против престарелого Рим-Сина и в 1764 году до нашей эры занял Ниппур, а на следующее лето подошёл к стенам Ларсы.
С конца месяца элула (август — сентябрь) 1763 года до н. э. началась осада Ларсы. Сколько времени продержались осаждённые, точно неизвестно, но документы стали датироваться по времени правления Хаммурапи в Куталлу не позже чем с нисана (март-апрель), а в Ларсе не позже чем с сивана (май-июнь) 1762 до н. э.. С элула 1763 до н. э. по нисан 1761 года до нашей эры из этих городов вообще не дошло документов. Каким образом было покончено с Рим-Сином, неизвестно. Хаммурапи унаследовал от Рим-Сина титул «Отца амореев». Вместо прежнего правителя был посажен Син-иддинам, возможно, потомок сверженной Кудурмабугом династии, но уже только в качестве наместника вавилонского царя.
До нас дошла переписка Хаммурапи с ним, в которой затронуты самые разнообразные стороны государственного управления. В Ларсе Хаммурапи восстановил зиккурат и храм Шамаша Э-баббар, построенные там ещё Нарам-Сином.

## Походы Хаммурапи под конец царствования
На 32-м году (около 1762 до н. э.) Хаммурапи вновь столкнулся с Эшнунной и её союзниками горскими племенами (текст называет всё тех же субареев и гутиев). Хаммурапи занял город Манкисум на Тигре и закрепился вдоль берега этой реки между устьями Диялы и Адема. В 1762 году до н. э. (33-й год правления Хаммурапи) он успел поочерёдно завоевать, и Малгиум вместе с некоторыми хурритскими поселениями за Тигром, и царство Мари, бывшего своего верного союзника Зимри-Лима. Два года спустя, на 35-м году (около 1759 до н. э.) Хаммурапи отдал приказ срыть стены, как Малгиума, так и Мари; Зимри-Лим, видимо, был казнён. В условиях окружения этих городов кочевыми племенами снос их стен был равносилен уничтожению самих городов. Хотя Хаммурапи и утверждал впоследствии, что «укрыл людей Малгиума во время бедствия и утвердил в богатстве их жилища» и «помиловал людей Мари», однако город Малгиум уже более никогда не возрождался, а город Мари потерял своё значение.
На 37-м году (около 1757 до н. э.) Хаммурапи разгромил сутиев, субареев и горцев Загроса (упоминаются поселения Турукку и Какму). Возможно, что в эту кампанию он покорил и Ассирию, о чём молчат датировочные формулы, но упоминает его стела с законами, там Хаммурапи говорит, что он распоряжался в Ашшуре («вернул в Ашшур его милостивого ламассу (хранителя)») и в Ниневии («в храме Эмишмиш дал воссиять имени Инанны»), то есть в основных центрах Ассирии. Также в одном из своих писем Хаммурапи упоминает о своём гарнизоне в Ассирии. Поход 1757 года до н. э. показал, что Хаммурапи не намерен продолжать с сыном Шамши-Адада Ишме-Даганом отношения вытекающие из заключённого им самим в своё время договора о «братстве» с Шамши-Ададом. На 38-м году правления (около 1756 до н. э.) Хаммурапи разгромил и, видимо, в конце концов покорил Эшнунну. Таким образом, в результате этих завоеваний под его властью оказалась вся Месопотамия.
Однако всё же возникает впечатление, что в последние годы правления Хаммурапи его владения скорее сокращались, чем расширялись. Названия последних двух лет явно показывают, что он был вынужден обороняться, сражаясь близко от своей столицы. 42-й год (около 1751 до н. э.) указывает на строительство стены вдоль Тигра и Евфрата, а следующий год упоминает земляную стену, построенную для того, чтобы защитить (по-видимому, как крайнее средство) город Сиппар.

## Внутренняя политика и законы Хаммурапи
При Хаммурапи достигли высшего развития процессы, начавшиеся после падения III династии Ура: рост товарно-денежных отношений, частных рабовладельческих хозяйств, усиление торговли. Произошло усиление централизации государства и укрепление царской власти.
Орошение полей и водные пути были предметом особенной заботы Хаммурапи. По его приказу сооружаются новые каналы (один из них называется «Хаммурапи, благословение народов»), очищаются старые (в Уруке, Дамане). Но ещё большее внимание Хаммурапи уделял правосудию. Уже в письмах и надписях эта сторона его деятельности выступает с достаточной ясностью. Так, в одном письме он даёт инструкцию о суде над взяточниками, в других занят делами о ростовщиках, в иных требует присылать ему в Вавилон людей, которые могли бы, будучи очевидцами, сообщить ему о делах, иногда требует ареста чиновников и тому подобное.
Хаммурапи также принадлежит древнейший из сохранившихся законодательных сборников, высеченный в камне на 35-й год правления Хаммурапи (около 1759 до н. э.). Первоначально этот украшенный рисунками камень стоял в Сиппаре, но спустя 600 лет он был доставлен в Сузы в качестве трофея, добытого в результате успешного набега эламитов на Вавилон, где и был позднее найден археологами. Кроме него, царь поставил такие же в других центрах: в вавилонской Эсагиле и в самих Сузах (от последнего также найдены фрагменты); в Ниппуре найден современный эпохе Хаммурапи фрагмент глиняной таблички.
Правил Хаммурапи 43 года. Сохранилось письмо сына Хаммурапи Самсу-илуны, которое показывает, что последний захватил трон ещё до смерти своего больного отца.

## Наследие
Хаммурапи был почитаем выше остальных царей II тысячелетия до нашей эры и, судя по распространившемуся уже во время его правления личному имени «Хаммурапи-или», означающему «Хаммурапи — мой бог», удостоился уникальной чести быть провозглашённым богом ещё при жизни. Хотя могущество Старовавилонского царства стало истощаться уже в правление преемника Хаммурапи, Самсу-илуны, а при последующих представилях династии Вавилон вновь превратился в незначительное государство, коим был после основания, память о его правителе сохранялась. В посмертных документах Хаммурапи упоминается в основном за три достижения: военные победы, установление мира и установление справедливости. Стела из Ура прославляет его как могущественного правителя, который подчиняет зло и заставляет все народы поклоняться вавилонскому верховному богу: «Люди Элама, Гутиума, Субарту и Тукриша, чьи горы далеки и чьи языки неясны, я отдал в руки [Мардука]. Я сам продолжал исправлять их смущённые умы». 
В позднейших поминальных церемониях стала преобладать роль Хаммурапи как великого законодателя. Правление Хаммурапи стало точкой отсчёта для всех событий далёкого прошлого. В течение столетий после его смерти законы Хаммурапи продолжали переписываться писцами в рамках их письменных упражнений, в том числе в частичном переводе на шумерский язык. Гимн богине Иштар, язык которого указывает на написание во время правления Амми-цадука, гласит: «Царь, который первым услышал эту песнь о твоей доблести, – Хаммурапи. Да будет ему дарована вечная жизнь!». Окончательный удар по аморейскому Вавилонскому царству нанесли хетты в 1595 году до н. э., после чего город перешёл в руки касситов. Однако даже после падения его династии Хаммурапи всё ещё помнили и почитали. Когда эламский царь Шутрук-Наххунте I совершил набег на Вавилон в 1158 году до н. э. и захватил множество каменных памятников, он стёр большинство надписей на них и высек новые, однако на стеле с законами Хаммурапи были стёрты только несколько колонок, а новых надписей не добавляли. Спустя более тысячелетия после смерти Хаммурапи, своим предком его объявили цари Суху к северо-западу от Вавилона вдоль реки Евфрат. Нововавилонская царская надпись отмечает царский дар освобождения от налогов девяти вавилонских городов и представляет своего царственного героя (видимо, Набонида) как второго Хаммурапи. 
На рубеже XIX-XX веков Кодекс Хаммурапи стал одним из предметов горячей полемики «Вавилон и Библия» (Babel und Bibel), начиная с лекции немецкого ассириолога Фридрих Делич в январе 1902 года, в которой он в присутствии кайзера утверждал, что Моисеевы законы Ветхого Завета были напрямую скопированы с Кодекса Хаммурапи. Предполагаемая связь между библейскими и старовавилонскими законами затем стала основной частью аргументации книги Делича «Великий обман». Последующие авторы сошлись на том, что параллели между этими законами, равно как и с дарованием Моисею Скрижалей Завета на вершине горы Синай, скорее указывают на их общие истоки в семитской традиции. В 2010 году группа археологов из Еврейского университета обнаружила в Тель-Хацоре (Израиль) клинописную табличку, датируемую XVIII или XVII веком до н. э. и содержащую законы, явно взятые из Кодекса Хаммурапи. В начале XX века многие учёные также идентифицировали Хаммурапи с библейским царём Сеннаара Амрафелом из книги Бытия. 

## Список датировочных формул Хаммурапи
|                             | |
| 1 год 1793 / 1792 до н. э.  | Год, когда Хаммурапи [стал] царём RlA 2 178, 103 mu ha-am-mu-ra-bi / am-mu-ra-bi lugal |
| 2 год 1792 / 1791 до н. э.  | Год, когда царь Хаммурапи установил «справедливость» (то есть отменил долги и простил недоимки) по всей стране RlA 2 178, 104; CT 48 94 mu ha-am-mu-ra-bi lugal-e nam-si-sa2 / ni3-si-sa2 / ama-gi kalamki sza3-ga ma-da-na / kalam-ma i-ni-in-gar-ra |
| 3 год 1791 / 1790 до н. э.  | a Год, когда [Хаммурапи] изготовил величественный помост под троном в храме Нанны в Уре / Экишнугаль в Вавилоне RlA 2 178, 105 mu giszgu-za bara2 mah e2-dnanna ur2iki / ka2-dingir-raki e2-kisz-nu-galki mu-un-na-dim2 b Год, когда Хаммурапи построил храм Нанны в Вавилоне BE 6.1 21 mu dnanna e2-dnanna ka2-dingir-raki ha-am-mu-ra-bi u2-sze-pi2-szu |
| 4 год 1790 / 1789 до н. э.  | Год, когда [Хаммурапи] восстановил большую стену «монастыря» и возвёл стены города Ширамах / Иширамах RlA 2 178, 106; BM 85449 mu bad3 gal ga2-gi4-aki / ga-gi-im gibil bad3 szi-ra-mahki mu-un-du3-a |
| 5 год 1789 / 1788 до н. э.  | Год, когда [Хаммурапи] сделал [статую, названную] «Владыка — повелевающий небу и земле» RlA 2 178, 107 mu en ka-asz-bar an-ki mu-un-na-an-dim2-ma |
| 6 год 1788 / 1787 до н. э.  | Год, когда [Хаммурапи] сделал трон для Нинпирик RlA 2 178, 108 mu bara2 dnin-pirig3 mu-un-na-an-dim2-ma |
| 7 год 1787 / 1786 до н. э.  | Год, когда [Хаммурапи] захватил Урук и Исин RlA 2 178, 109 mu unugki u3 i3-si-in-naki ba-an-dab5 |
| 8 год 1786 / 1785 до н. э.  | Год, когда земли по берегам канала Шумундар и стены города Ямутбалы … RlA 2 178, 110 mu ma-da gu2 id2-szu-mu-dar / id2-sumun-dar bad3 e-mu-ut-ba-lumki |
| 9 год 1785 / 1784 до н. э.  | Год, когда [Хаммурапи вырыл канал называемый] Хаммурапи-хегаль (букв. «Изобилие Хаммурапи») RlA 2 178, 111 mu id2-ha-am-mu-ra-bi-he2-gal2 |
| 10 год 1784 / 1783 до н. э. | a Год, когда войска, город и область Малгиума [были побеждены] / земли Малгиума были разорены RlA 2 178 112, BM 82085 mu eren2 uru a2-dam-bi ma3-al-gi4-aki / ma-da ma-al-gi-a ba-gul b Год, когда Малгиум был поражён BM 81239 mu ba-ba-at ma-al-gi-imki |
| 11 год 1783 / 1782 до н. э. | Год, когда [Хаммурапи] захватил городские стены / город, область и земли Рапикума и Шалиби RlA 2 178, 113 mu bad3 / uru ma-da a2-dam ra-pi2-qumki u3 sza-li-biki in-dab5 |
| 12 год 1782 / 1781 до н. э. | Год, когда [Хаммурапи] сделал трон для Царпанит RlA 2 178, 114 mu giszgu-za dzar-pa-ni-tum mu-na-dim2 |
| 13 год 1781 / 1780 до н. э. | a Год, когда Хаммурапи сделал из меди царский пьедестал и алтарь [украшенный изображениями] гор и рек RlA 2 178, 115 mu ha-am-mu-ra-bi uruduki-lugal-gub-ba du8-mah-bi kur-ra id2 mu-na-dim2 b Год, когда царь Хаммурапи сделал из меди царский пьедестал и алтарь [украшенный изображениями] гор и рек BE 6.1 81 szanat sza-di-i u3 na-ra-tim ha-am-mu-ra-bi lugal |
| 14 год 1780 / 1779 до н. э. | Год, когда царь Хаммурапи сделал для Инанны Вавилонской величественный навес над троном, украшенный золотом, серебром, камнем «глаза хулалу», камнем мушшару и лазуритом, сверкающим лучами, и оснастил её колесницу всем необходимым PRAK II 33 mu ha-am-mu-ra-bi lugal-e giszgu-za bara2 mah ku3-sig17 ku3-babbar na4nir2-igi na4nir2-gir2-musz na4za-gin3-ta szu-du7-a sze-er-zi-gim gir3-gir3 dinanna ka2-dingir-raki-ra giszgigir-a-ni til-til-e mu-un-na-an-dim2-ma |
| 15 год 1779 / 1778 до н. э. | a Год, когда [Хаммурапи сделал] шесть статуй Шамаша из меди в [храме] Эбаббар BM 82126 mu urudualan-bi 6-am3 dutu e2-bar6-bar6 b Год, когда [Хаммурапи сделал] семь статуй Шамаша из меди в [храме] Эбаббар RlA 2 179, 117 mu urudualan-bi imin-na / 7-am3 dutu e2-bar6-bar6 c Год, следующий за тем, когда [Хаммурапи сделал] семь [статуй Шамаша из меди в храм Эбаббар] BM 82042 mu gibil 7-kam |
| 16 год 1778 / 1777 до н. э. | Год, когда [Хаммурапи] сделал трон для Набу RlA 2 179, 118 mu giszgu-za dna-bi-um mu-un-na-an-dim2 |
| 17 год 1777 / 1776 до н. э. | Год, в который царь Хаммурапи воздвиг статую Инанны / [для Инанны] в Элипе RlA 2 179, 119 mu ha-am-mu-ra-bi lugal-e alan dinanna elipki / ki-bal-masz-da3ki sag an-sze3 mu-un-il2-a |
| 18 год 1776 / 1775 до н. э. | Год, когда [Хаммурапи] сделал помост для трона для Энлиля в Вавилоне RlA 2 179, 120 mu gu-za bara2 den-lil2-ra ka2-dingir-raki mu-na-dim2 |
| 19 год 1775 / 1774 до н. э. | Год, когда [Хаммурапи выстроил] величественную стену города Икихурсаг RlA 2 179, 121 mu bad3 mah igi-hur-sag-ga2ki |
| 20 год 1774 / 1773 до н. э. | a Год, когда [Хаммурапи] сделал трон для большого трапезного зала [в храме] Адада (шум. Ишкур) RlA 2 179, 122 mu giszgu-za unu6-gal diszkur-re mu-un-na-dim2 b Год, когда Адад, глава бога[ов] … Stol, 42 mu diszkur sag dingir-re |
| 21 год 1773 / 1772 до н. э. | a Год, когда царь Хаммурапи возвёл стены города Баз (Абу-Jawan под надзором Ibal-пи-Эль-II) RlA 2 179, 123 mu ha-am-mu-ra-bi lugal-e bad3 uru ba-syumki ba-du3 b Год, когда [царь Хаммурапи возвёл] стены города Баз BM 82 128 mu bad3 sza ba-syu2-um |
| 22 год 1772 / 1771 до н. э. | a Год, когда [была изготовлена] статуя «Хаммурапи — царь справедливости» RlA 2 179, 124 mu alan ha-am-mu-ra-bi lugal ni3-si-sa2 b Год, следующий за годом, когда статуя [Хаммурапи, именуемого «царь] справедливости» Stol, 42 mu us2-sa … alan nam?-[si-sa2]? … c Год, когда статуя Хаммурапи, называемая «царь в Эсагиле» BM 80841 mu alan ha-am-mu-ra-bi lugal e2-sag-ila2 |
| 23 год 1771 / 1770 до н. э. | Год, когда [было заложено] основание стены города Сиппара RlA 2 179, 125 mu usz bad3 zimbirki-ra |
| 24 год 1770 / 1769 до н. э. | a Год, когда [был выкопан] канал ЭнлиляBM 23822 mu id2-den-lil2 b Год, когда [Хаммурапи] вырыл канал [названный] «Корабль Энлиля на Евфрате» RlA 2 179, 126 mu id2-di4-lim-da-den-lil2-la2 / id2-ti-gi8-da-den-lil2-la2 id2-buranun mu-un-ba-al-la |
| 25 год 1769 / 1768 до н. э. | Год, когда [Хаммурапи] восстановил разрушенную большую стену города Сиппара RlA 2 179, 127 mu bad3 gal zimbirki-ra dutu dsze3-ri5-da gul-la ba-du3 |
| 26 год 1768 / 1767 до н. э. | Год, когда [Хаммурапи] соорудил большие троны из красного золота для Шамаша, Адада и Шенирды RlA 2 179, 128 mu bara2 gal-gal-la ku3-sig17 husz-a dutu diszkur dsze3-ri5-da-ra mu-na-dim2 |
| 27 год 1767 / 1766 до н. э. | a Год, когда [Хаммурапи] сделал из красного золота для великих богов, его помощников, красивый знак, укрепляемый на «пальмовом дереве», которое несут впереди строя войск RlA 2 179, 129 mu szu-nir mah ku3-sig17 husz-a igi-du giszgiszimmar eren2-na-ke4 dingir gal-gal-e-ne-sze3 a2-dah-a-ni-sze3 mu-un-ne-dim2-ma b Год, когда золотые знаки великих богов BM 79758 mu [szu]-nir ku3-sig17 dingir gal-gal |
| 28 год 1766 / 1765 до н. э. | Год, когда [Хаммурапи построил] Enamhe («Храм изобилия»), храм Адада в Вавилоне RlA 2 179, 130; CT 8 40a mu e2-nam-he2 e2-diszkur-ra ka2-dingir-raki |
| 29 год 1765 / 1764 до н. э. | Год, когда царь Хаммурапи сделал из меди статую Шалы RlA 2 180, 131 mu ha-am-mu-ra-bi lugal-e urudualan dsza-a-la / dsza-la mu-na-an-dim2 |
| 30 год 1764 / 1763 до н. э. | a Год, следующий за годом, когда царь Хаммурапи сделал из меди статую Шалы ARN 65 mu us2-sa ha-am-mu-ra-bi lugal-e urudualan dme-dim2-sza4 mu-na-an-dim2 b Год, когда могущественный царь Хаммурапи, любимец Мардука, благодаря выдающейся мощи великих богов победил пришедшее в великом множестве войско Элама, который поднял на войну всю свою страну от самой границы Мархаши: Субарту, Гутиум, Эшнунну и Малгиум, и разбил их в одну кампанию; тем он [Хаммурапи] укрепил основы Шумера и Аккада RlA 2 180, 1327 mu ha-am-mu-ra-bi lugal-e a2-gal2 ki-ag2 dmarduk-ke4 usu mah dingir gal-gal-e-ne ugnim elamkima zag mar-ha-sziki-ta su-bir4ki gu-ti-umki esz-nun-naki u3 ma3-al-giki nam-dugud-bi im-zi-zi-esz-am3 gar3-dar-a-bi i-ni-in-gar-ra-a suhusz ki-en-gi ki-uri i-ni-in-gi-bi |
| 31 год 1763 / 1762 до н. э. | a Год, когда царь Хаммурапи, веруя в Ану и Энлиля, идущих впереди его войска, и высшей силой, данной ему великими богами, разгромил войска Ямутбалы, поработил их царя Рим-Сина и привёл жителей Шумера и Аккада под свою власть RlA 2 180, 133 mu ha-am-mu-ra-bi lugal-e gizkim-ti an den-lil2-bi-ta igi eren2-na-sze3 i3-gin-na-am3 usu mah … dingir gal-gal-e-ne mu-un-na-an-sum-usz-am3 ma-da eren2 e-mu-ut-ba-lumki / ia-mu-ut-ba-lumki ba-hul u3 lugal-bi ri-im-den.zu szu-ni sa2 bi2-in-du11-ga … []-bi-sze3 zi-ni … ba-e3 … un … ki-en-gi ki-uri du11-ga-ni bi2-in-tusz-e b Год, когда армия Ларсы была поражена оружием BM 79954 mu ugnim larsaki gisztukul ba-sig3 |
| 32 год 1762 / 1761 до н. э. | a Год, когда царь Хаммурапи, герой, добившийся победы для Мардука, одолел в бою своим могучим оружием войска Эшнунны, Субарту, Гутиума, и завоевал Манкисум и земли на берегах Тигра до границ в горах Субарту RlA 2 180, 134 mu ha-am-mu-ra-bi lugal ur-sag u3-ma sa2-sa2 dmarduk-ke4 ugnim eren2 esz3-nun-naki su-bir4ki gu-ti-umki gisztukul kalag-ga-na me3-ta bi2-ib-szub-ba ma-da ma-an-ki-sum2ki u3 ma-da gu2 idigna en-na zag kur su-birki-sze3 szu-ni sa2 bi2-in-du11-ga / ba-an-sig3 b Год, когда армии Эшнунны и ЯмутбалыVAS 9 41 mu ugnim esz3-nun-naki ia-mu-ut-ba-lumki |
| 33 год 1761 / 1760 до н. э. | Год, когда царь Хаммурапи, возлюбленный Ану и Энлилем, вырыл канал [названный] «Хаммурапи — изобилие для народа», дал вечные воды изобилия Ниппуру, Эриду, Уру, Ларсе, Уруку и Исину, восстановил Шумер и Аккад из рассеяния, одолел в боях армии Мари и Малгиума и заставил Мари и её земли, и разные города Субарту поселиться с миром и жить в дружбе под его властью RlA 2 180, 135 mu ha-am-mu-ra-bi lugal-e id2-ha-am-mu-ra-bi-nu-hu-usz-ni-szi sza3-ge tum2-am3 an den-lil2 mu-un-ba-al a da-ri2 he2-gal2-ka nibruki eriduki ur2iki larsaki-ma unugki-ga i3-si-in-naki mu-un-gar-ra-am3 ki-en-gi ki-uri bir-bir-re-a ki-bi-sze3 bi2-in-gi4-a ugnim ma-ri2ki u3 ma-al-giki me3-ta bi2-ib2-szub-be2 ma-ri2ki u3 a2-dam-bi u3 uru-didli su-bir4ki du11-ga-ni ku-li-bi bi2-in-tusz         |
| 34 год 1760 / 1759 до н. э. | Год, когда царь Хаммурапи [по воле] Ану, Инанны и Нанайи восстановил [храм] Этуркалама и сделал его сияющим, как небеса mu ha-am-mu-ra-bi lugal-e an dinanna u3 dna-na-a-a-e-bi-ta iti-utah-he2-gim mu-un-sig7-ge e2-tur3-kalam-ma mu-un-gibil-am3 |
| 35 год 1759 / 1758 до н. э. | a Год, когда царь Хаммурапи по воле Ану и Энлиля разрушил стены городов Мари и МалгиумаRlA 2 180, 137 mu ha-am-mu-ra-bi lugal-e inim an den-lil2-la2-ta bad3 ma2-ri2ki u3 bad3 ma3-al-gi4-aki mu-un-gul-la b Год, когда стены городов Мари и Малгиума TCL 1 101 mu bad3 ma2-ri2ki u3 sig4ki |
| 36 год 1758 / 1757 до н. э. | Год, когда царь Хаммурапи восстановил [храм] Эметеурсаг и построил зиккурат, величественное обиталище Забабы и Инанны, чья вершина высока, как небо, и возрастил славу Забабы и Инанны до должного уровня RlA 2 180, 138 mu ha-am-mu-ra-bi lugal-e e2-me-te-ur-sag-ga2 mu-un-gibil-a u6-nir ki-dur2 / ki-tusz mah dza-ba4-ba4 dinanna-ke4 sag-bi an-gim il2-la mu-un-du3-a me-lam2 dza-ba4-ba4 dinanna-e-ne-bi-ta zag zi-da gal-bi bi2-in-diri-ga |
| 37 год 1757 / 1756 до н. э. | Год, когда царь Хаммурапи великой силой Мардука поверг в боях армии и солдат Гутиума, Сутума, Турукку, Какму и страны Субарту RlA 2 180, 139; TCL 11 158 mu ha-am-mu-ra-bi lugal-e usu gal dmarduk-ka-ta ugnim eren2-mesz qu2-tu-u2 / su-tu-um u3 tu-ru-uk-kumki ka-ak-mu-umki u3 kur su-bir4ki-bi-ta me3-ta bi2-ib2-szub-ba |
| 38 год 1756 / 1755 до н. э. | a Год, когда царь Хаммурапи, по указанию Ану и Энлиля, по мудрости, данной ему Мардуком, восстановил городские стены Эшнунны, уничтоженные наводнением BM 85386 mu ha-am-mu-ra-bi lugal du11-ga an den-lil2-bi-ta nam-ku3-zu dmarduk-ke4 mu-un-na-an-sum-ma-a bad3 esz3-nun-naki a gal-gal-la mu-un-gul-la … ki ib2-ta-zi / ib2-ta-gi b Год, когда божественный царь Хамму[рапи] [восстановил стены города] Эшнунны, уничтоженные наводнением RlA 2 181 140; BM 85386 mu dha-am dlugal esz3-nunki a-a gal-gal mu-un-gul-la c Год, когда Эшнунна была украшенаStol, 34 mu esz3-nun-na ba-du7 |
| 39 год 1755 / 1754 до н. э. | a Год, когда царь Хаммурапи великой властью, дарованной ему Ану и Энлилем, поразил коалицию кутиев и земли Субарту mu ha-am-mu-ra-bi lugal-e usu kalag-ga an den-lil2 mu-un-na-sum-ma-ta kilib3 / szu-nigin gu2-da3-aki-bi kur su-bir4ki-sze3 sag gisz bi2-in-ra-a b Год, когда коалиция земли Субарту szanat na-ap-ha-ar kur su3-ba-ar-tum |
| 40 год 1754 / 1753 до н. э. | a Год, когда царь Хаммурапи поднял вершину [храма] Эмешлам выше гор RlA 2 181, 142 mu ha-am-mu-ra-bi lugal-e e2-mes-lam sag-bi hur-sag-gim mu-un-il2-la b Год, когда [город] Алларум VAS 9 154 szanat a-ra-al-lum c Год, когда [город] Алларум Stol, 42 mu a-ra-al-lum d Год, когда [храм] Эмешлам JCS 11 20: 6 szanat mi-isz-la-mi |
| 41 год 1753 / 1752 до н. э. | Год, когда царь Хаммурапи [воздвиг] при благом способствовании Ташмету [статую] из красного золота и драгоценных камней RlA 2 181, 143 mu ha-am-mu-ra-bi lugal-e dtasz-me-tum / dtasz-mi-i-tum ka-sa6-sa6-ga-ni ku3-sig17 husz-a na4suh-a |
| 42 год 1752 / 1751 до н. э. | a Год после года, когда [статуя] Ташмету VAS 9 140 szanat wa-ar-ki szanat dtasz-me-tum b Год, когда царь Хаммурапи построил стену на берегах Тигра, по высоте не уступающую горам, назвал её «Береговая стена бога Шамаша» и возвёл стену вокруг города Рапикума на берегах Евфрата RlA 2 181 144 mu ha-am-mu-ra-bi lugal-e bad3 gal gu2 id2-idigna sag-bi hur-sag-gim mu-un-il2-la2 kar-dutuki mu-bi bi2-in-sa4-a u3 bad3 ra-pi2-qumki gu2 id2-buranun-ka mu-un-du3-a |
| 43 год 1751 / 1750 до н. э. | a Год, когда царь Хаммурапи возвёл из больших масс земли стены Сиппара, вечного города ШамашаRlA 2 181, 145 mu ha-am-mu-ra-bi lugal-e zimbirki uru-u3-ul dutu-ke4 bad3-bi sahar-gal-ta in-gar-ra b Год, когда уложили землю для [городской стены] Сиппара PBS 7 37 szanat eper zimbirki isz-sza-ap-ku |
| a                           | a Год, когда царь Хаммурапи покорил земли вокруг Субарту, Экаллатума, Бурунды и земли Замлаш от берегов Тигра до канала Сиппар Stol, 33 mu ha-am-mu-ra-bi lugal ma-da kur su-bir4ki e2-gal-la-tumki bu-ru-un-daki u3 ma-da za-am-la-asz2ki gu2 / zag id2-idigna en-na id2-zimbirki gu2-ki-sze3 mi-ni-gar b Год, когда Экаллатум, Бурунда Stol, 34, BM 82299 mu e2-gal-la-tumki bu-ru-un-daki c Год, когда коалиция Бурунда Stol, 34, BM 82091 mu kilib3 bu-ru-daki d Год, когда царь Хаммурапи от Бурунды на берегу Тигра [до] канала Сиппара Stol, 34 mu ha-am-mu-ra-bi lugal bu-ru-un-daki zag id2-idigna en-na id2-zimbirki … |
| b                           | Год, когда … Stol, 34; BM 82091A mu ab-ru-tu urudu?-nim?-tu |
| c                           | Год, когда Хаммурапи городу Адиди / Идиди BM 97290 mu ha-am-mu-ra-bi uru a2-di-di / id-di-di |
| d                           | Год, когда земля Залмакум Stol, 39 mu ma-da za-al-ma-qum |
| e                           | Год, когда народ … Stol, 40 mu un?-ne |
| f                           | Год, когда [Хаммурапи] сделал … гора Stol, 42 mu kur-ra … mu-na-dim2 |
| g                           | Год, когда … Stol, 42 mu um du um |
| h                           | Год, когда [Хаммурапи] принёс статую в святилище eszhusz Stol, 43 mu sza3 esz3 husz-sze3 alan in-ku4-ra |
| i                           | Год, когда поселения Шамаша и Айи BM 82311/2 mu dur2 dutu da-a |